# Margaret Pole

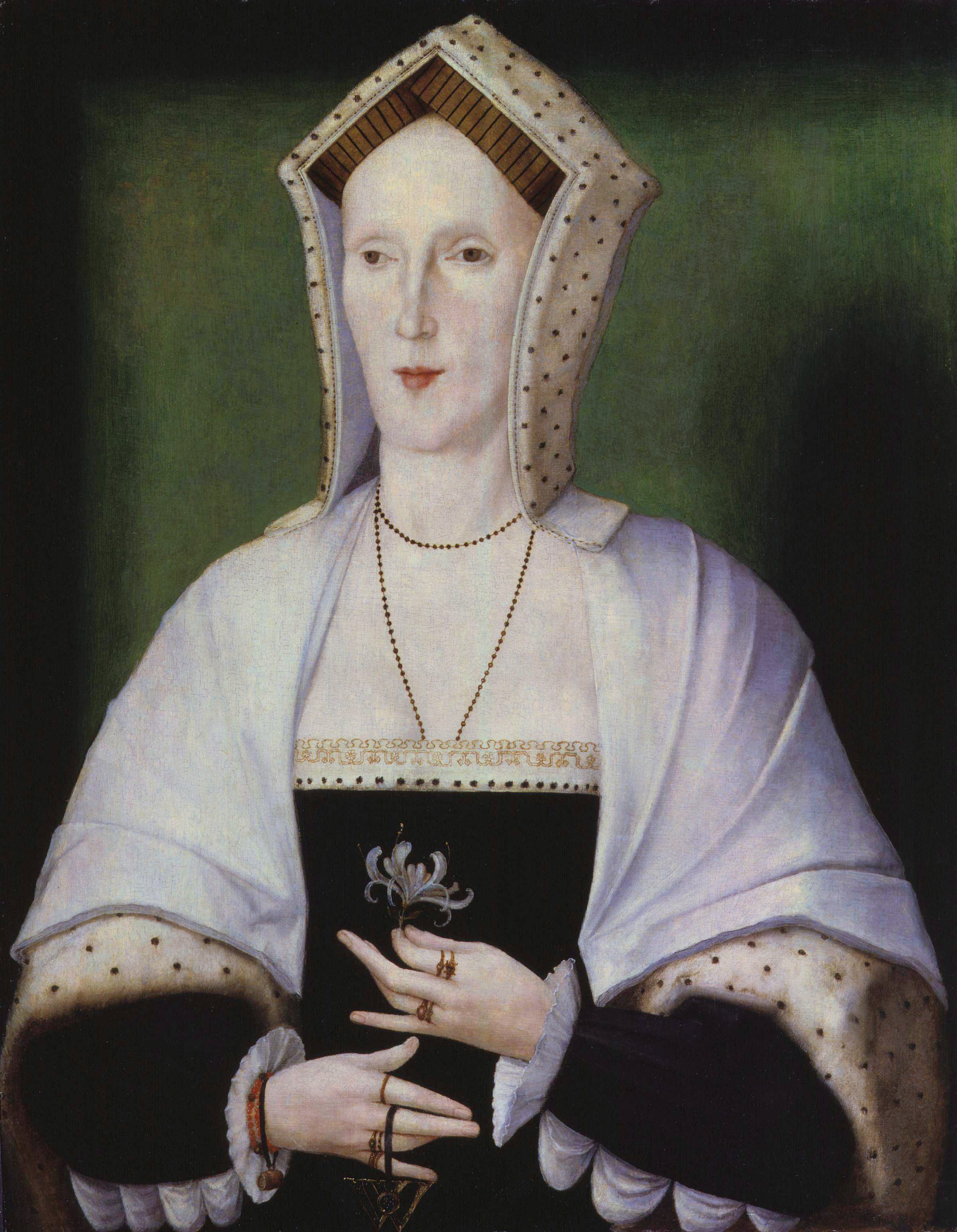
Onbekende vrouw, wordt aangenomen als portret Margaret Pole

Wapen van Margaret Pole, gravin van Salisbury

Margaret Pole, gravin van Salisbury (Somerset, 14 augustus 1473 – Londen, 27 mei 1541) was een Engelse edelvrouw.
Naast Anna Boleyn was ze de enige vrouw in Engeland in de 16e eeuw die zelf een bruidsschat meebracht.

## Biografie
Zij was de dochter van George, hertog van Clarence, een broer van de koningen Edward IV en Richard III. Margaret was één van de slechts twee vrouwen die in het 16e-eeuwse Engeland recht hadden op land op grond van hun eigen adellijke afstamming, dus zonder een echtgenoot met een adellijke titel. Ze was een van de weinige leden van het huis Plantagenet die de Rozenoorlogen overleefde.
Nadat de Tudors aan de macht waren gekomen, werd zij door Hendrik VII uitgehuwelijkt aan Sir Richard Pole. Margaret werd hofdame van Catharina van Aragon en haar status groeide toen Catharina van Aragon de vrouw werd van Hendrik VIII. Nadat dit koninklijke huwelijk was ontbonden, bleef Margaret trouw aan Catharina van Aragon, wat haar positie aan het hof danig in gevaar bracht. Bovendien werden haar zoons Reginald en Henry van hoogverraad beschuldigd. In mei 1539 werd Margaret in de Tower in Londen gevangen gezet wegens steun aan haar zoons. Ondanks haar gevangenschap, kon zij (zij het met beperking van haar vrijheid) in redelijke welstand leven.
Op bevel van Hendrik VIII, die de zoon was van haar eerste nicht Elizabeth van York, werd ze in 1541 uiteindelijk toch geëxecuteerd. De onthoofding werd uitgevoerd door een onervaren beul, die het niet lukt haar in één slag te doden. Paus Leo XIII heeft haar op 29 december 1886 als martelaar voor de katholieke kerk zalig verklaard.

## Nakomelingen
Uit het huwelijk met Richard Pole kwamen vijf kinderen voort:
- Henry Pole, Lord Montagu (ca. 1492-1539)
- Arthur Pole (voor 1499-?)
- Reginald Pole (1500-1558)
- Geoffrey Pole (ca. 1501-1558)
- Ursula Pole (ca. 1504-1570)

## In boek en film
- In Philippa Gregory's historische roman The Boleyn Inheritance verschijnt Margaret Pole als een minderjarig personage. Zij is de hoofdpersoon in The King's Curse.
- In de televisieserie The Tudors speelde Kate O'Toole in het eerste en derde seizoen Lady Salisbury, een fictieve versie van Margaret Pole.
- In de televisieserie The White Princess, gebaseerd op de gelijknamige roman van Philippa Gregory, wordt ze gespeeld door Rebecca Benson.
- In de televisieserie “The Spanish Princess”, wordt ze gespeeld door Laura Carmichael.